# باوریان
باوریان، روستایی از توابع بخش میمند شهرستان فیروزآباد در استان فارس ایران است.
کشت در این روستا بیشتر برنج و گندم می‌باشد واز بزرگترین تولید کندگان برنج استان فارس است.
هرساله یادوآره ۱۲ شهدای روستای باوریان در شهرستان فیروزآباد با حضور جمعی از مسئولین استان برگزار می‌شود. همچنین سال ۱۳۸۹ مسابقات فوتسال جام شهدای باوریان در غالب ۴ گروه سه تیمی برگزار شد که در پایان تیم شهیدمهدوی با نتیجه دو بر یک مقابل تیم شهیدنجفی در بازی فینال پیروز شد و قهرمانی این مسابقات را آز آن خود کرد.

## جمعیت
این روستا در دهستان خواجه‌ای قرار دارد براساس سرشماری مرکز آمار ایران در سال ۱۳۸۵، جمعیت آن 459 نفر (124خانوار) بوده‌است.